# Росси Пративи Дипоянти
Росси Пративи Дипоянти (индон. Rossy Pratiwi Dipoyanti; род. 28 июня 1972 в Бандунге) — индонезийская спортсменка, игрок в настольный теннис, участница Олимпийских игр 1992 года в Барселоне. В период с 1987 по 2001 завоевала 13 золотых, 8 серебряных и 8 бронзовых медалей на Играх Юго-Восточной Азии. По завершении спортивной карьеры в 2009 году начала тренерскую работу.